# 彭雲際
彭雲際（？—？），名翔茲，號石圃、又号曾菴，廣東省陸豐縣吉康人，清代政治人物。

## 生平
拔貢，歷任西寧敎諭。乾隆二十二年十月選廣東瓊州府萬州學正。乾隆二十八年十月署增城縣教諭。乾隆二十九年十一月籤掣湖南桂陽州嘉禾縣知縣，調補四川鄰水縣。乾隆三十年（1765年）〔二十九年十二月調〕任四川省順慶府鄰水縣知縣。乾隆三十三年任昭化縣知縣。

## 后世纪念
廣東省揭西縣博物館現藏「鄰水縣正堂」、「奉旨特簡」、「迥避」三木牌，牌長75厘米，寬45厘米，柄長100厘米。